# Васильев, Алексей Сергеевич
Алексе́й Серге́евич Васи́льев (род. 1 сентября 1977, Ярославль) — российский хоккеист, защитник.

## Биография
Начинал играть в ярославском СДЮШОР «Торпедо», первый тренер Владимир Григорьевич Извеков. В 15 лет дебютировал в Открытом чемпионате России среди команд Высшей лиги ФХР в составе «Локомотива-2». На драфте НХЛ в 1995 году был выбран клубом «Нью-Йорк Рейнджерс» выбран в 5 раунде под общим 110 номером. В сезоне 1995/96 гг провёл 40 матчей, забросил 4 шайбы и добавил 7 голевых передач. В сезоне 1996/97 набрал 10 очков (2+8) в 44 играх. Сезон 1997/98 пропустил из-за травмы, а осенью 1998 перебрался в Америку, где выступал с 1998 по 2000 год за «Хартфорд Вулф Пэк» в АХЛ, набрав в первом сезоне за 75 игр 27 очков (8+19).
Васильев сыграл в НХЛ свой единственный матч в апреле 2000 года за «Нью-Йорк Рейнджерс» в паре со знаменитым Мэтью Шнайдером; а затем в составе «Хартфорда» стал обладателем Кубка Колдера в АХЛ. В течение регулярного сезона АХЛ 1999/00 Васильев был самым результативным защитником «Хартфорда» с 10 голами и 28 передачами в 75 играх.
5 сентября 2000 «Нэшвилл Предаторз» получили права на защитника. В обмен на россиянина «Предаторз» отдали право выбора в 4 раунде драфта 2001 года.
В 2001 году Васильев вернулся в Ярославль, где в составе «Локомотива» становился чемпионом страны два года подряд.
Абсолютный рекордсмен чемпионатов России по количеству сыгранных подряд матчей — 479. С 208 очками идёт вторым после Дмитрия Красоткина в списке бомбардиров-защитников за всю историю ярославского «Локомотива».

## Достижения
Молодёжный чемпионат мира
- Бронзовый призёр: 1996, 1997

Чемпионат России / КХЛ
- Победитель: 1997, 2002, 2003
- Серебряный призёр: 2008, 2009
- Бронзовый призёр: 2005, 2011, 2014

Американская хоккейная лига
- Победитель: 2000

Континентальный кубок
- Серебряный призёр: 2003

Кубок Шпенглера
- Бронзовый призёр: 2003

## Призы
- «Джентльмен на льду»: 2007

## Статистика
| Легенда | Легенда                    | Легенда | Легенда                   | Легенда | Легенда    |
| ------- | -------------------------- | ------- | ------------------------- | ------- | ---------- |
| И       | Количество проведённых игр | Штр     | Штрафное время            | +/−     | Плюс-минус |
| Г       | Голы                       | П       | Голевые передачи          | О       | Очки       |
| -       | Статистика неизвестна      | —       | Статистика не учитывалась |         |            |

### Клубная карьера
- a В этом сезоне в «Плей-офф» учитывается статистика игрока в Кубке Надежды.